# Rance IV -教団の遺産-
『Rance IV -教団の遺産-』（ランス4 きょうだんのいさん）は、1993年12月11日にアリスソフトから発売されたアダルトゲームで、ランスシリーズの4作目に当たる。
1995年12月には短編作品『ランス4.1 〜お薬工場を救え!〜』（以下：『4.1』）と『ランス4.2 〜エンジェル組〜』（以下：『4.2』）が発売されており、この2作はそれぞれにつながりがある。また、2023年2月には、アリスソフトの許可を得たうえで、開発スタッフのTADAのブログにて『4.1』と『4.2』の動作調整版が公開された。本項では、これら3作品について解説する。

## あらすじ

### 『IV』本編
前作『Rance III -リーザス陥落-』のラストで、ランスは冒険の途中で光の神のブロマイドを踏んづけてしまったことをとがめられ、シィルと二人で謎の浮遊都市イラーピュまで飛ばされてしまう。2人が帰る方法を模索していたところ、リーザスとカスタムから「ランス・シィル救助隊」が派遣される。
一方、イラーピュはかつて魔王に戦いを挑み敗れた人類統一国家「聖魔教団」の巨大浮遊都市「闘神都市」のなれのはてであり、ヘルマンではイラーピュを兵器として運用するという目的から、トーマの遺児にしてパットンの親友でもあるヒューバートに、イラーピュ探索の命が下される。
ランスはヘルマン軍の魔術師イオに洗脳される形で、闘神都市の制御に必要なキーを探す。一方、「ランス・シィル救助隊」はヘルマン軍の襲撃を受けてバラバラになるが、隊員の一人であるリックがランスをイオから助け出す。
そうこうしてる間に、かつて闘神都市を封印した魔術師フリークが、都市の復活を阻止するために駆け付ける。だが、闘神ユプシロンが復活して人類への攻撃を開始する。死闘の末、ランスたちはユプシロンを倒し、都市から脱出する。

### 『4.1』/『4.2』
『IV』の出来事からまもないある日、体力回復薬「世色癌」シリーズを作っているハピネス製薬の地下の洞窟から、突如として大量のモンスターが発生する。ランスは同社の社長の頼みで、工場周辺に出没する魔物の退治を引き受ける。内職中で家を空けられないシィルに代わり、ランスはあてな2号を連れて魔物退治に乗り出す。
実は、ハピネス製薬第一研究室の室長のジョセフが、女の子モンスターの保護組織・エンジェル組からウェンリーナーという聖女の子モンスターをさらっていたことが判明し、エンジェル組が救出に向けて動いていた。ランスは魔法使いの女の子・キサラとパーティーを組み、エンジェル組の謎に迫っていく。

## システム
ダンジョン探索が再びコマンド式となり、仲間の行動指定や入れ替えが可能になった。時間の概念があり夜8時になると必ず脱出しなければならないが、翌日同じ地点から再開出来るためデメリットは少ない（日付もあるが、早解きする必要は無い）。夜にメシ屋に帰ると魔法ビジョンで番組鑑賞が出来、学園ドラマ、ニュース、雑学が聞ける天気予報、キースギルドやアリスソフトの広告が楽しめる。

## 開発

### 開発（『IV』）
本作は開発中止となったメガCD用ソフト『闘神都市ユプシロン』を元に開発されたため、舞台としての「闘神都市」が登場する。
『III』でのマップ移動や、『DALK』でオートバトルが実現できたことを受け、『IV』に様々なシステムが取り入れられた結果、容量が大きくなりすぎてしまい、画面スクロールなどの機能が削られていった。それでも、数枚組のフロッピーディスクで販売できないほど容量が大きかったため、『IV』は当時としては珍しいハードディスク専用ソフトとして売り出された。開発スタッフのTADAは本作について「アリスソフトのゲームシステムは、ここまでは順調に発展してきたんですが、自分の中では『RanceIV』は、自分たちの力を過信して失敗した最初のタイトルになっています（後略）」と電ファミニコゲーマーとのインタビューの中で振り返っている。
本作のセッティングは複数人で行われており、うち聖魔教団関連はサブディレクターのぷりんが担当した。また、TADAは当初あてな2号について普通のアンドロイドを想定していたが、セッティングを担当したYUKIMIによって個性的なバカになった。
ヒントディスクには宇宙海賊を題材とした「SFらんす」というミニゲームが収録されている。

### 開発（『4.1』/『4.2』）
短編作品である『4.1』と『4.2』は『IV』でやりすぎたことへの反省として作られた。また、TADAは2023年のブログの記事の中で、ランスの日常の中で起こる小さな出来事を題材にしたシリーズを作りたかったが、シリーズ化は実現せず、『4.1』と『4.2』も前後編じみた内容になってしまったと振り返っている。
この当時のアドベンチャーゲームは選択肢が減る傾向にあり、それ以前のテキストアドベンチャーゲームに親しんでいたTADAはそれをさみしく思っていた。とはいえ、「開ける 扉」のように動詞を先に選んでから対象物を選ぶ形式では古臭いという考えから、対象物を先に選んでから動詞を選択するという手法を思いついた。この方法では、イベントによって対象物を増やしたり、異なる場所でも対象物が同じであれば同一の処理が適用できるとTADAは考えていたものの、実際に作っていて面倒になり、細部までこだわれなかったと振り返っており、今（2023年）だったらAIやプログラミングでいろいろできるかもしれないとかたっている 。また、TADAは自身が親しんだTRPGやゲームブックのように自分でマッピングする方法を考えていたものの、自分のプログラムが雑なので、いまいちな出来になってしまったとも話している。
戦闘はカードバトルに近い形式が採用され、カードの図柄は織音が担当した。また、戦闘システムには体力（HP）とは別に「いのち」という治癒不可能なパラメータが用意された。
エッチ以外のイベントシーンはディフォルメキャラによって展開される。具体的には『IV』のユニットのグラフィックが場面表現として用いられており、その理由についてTADAは、顔CGでは汎用性があるものの身体全体を使った動きの表現には不向きであることや、立ち絵CGでは身体全体の表現には向いているが場違いな絵面になることを2023年のブログ記事の中で挙げている。
また、『4.1』と『4.2』はランスシリーズとしてははじめてFD版とともにCD-ROM版が発売された一方、ヒントディスクが別売りされていたランスシリーズとしては最後となり、ヒントディスクには通常のゲームのヒントの他、「走り女II」というレースゲームも収録されていた。